# Tartarocreagris comanche
Espèce
Tartarocreagris comanche est une espèce de pseudoscorpions de la famille des Neobisiidae.

## Distribution
Cette espèce est endémique du Texas aux États-Unis. Elle se rencontre dans les comtés de Travis, de Burnet et de Hays.

## Description
La femelle holotype mesure 3,51 mm.
Les mâles mesurent de 2,77 à 3,44 mm et les femelles de 2,96 à 3,94 mm.

## Étymologie
Son nom d'espèce lui a été donné en référence au lieu de sa découverte, la grotte New Comanche Trail Cave.

## Publication originale
- Muchmore, 1992 : Cavernicolous pseudoscorpions from Texas and New Mexico (Arachnida: Pseudoscorpionida). Texas Memorial Musuem, Speleological Monographs, no 3, p. 127-153.